# Hierarquia BBGKY
Em física estatística, a hierarquia BBGKY (hierarquia Bogoliubov–Born–Green–Kirkwood–Yvon, algumas vezes chamada hierarquia Bogoliubov) é um conjunto de equações que descrevem a dinâmica de um sistema de um grande número de partículas que interagem. A equação para uma função distribuição de s-partícula (função densidade de probabilidade) na hierarquia BBGKY inclui a função distribuição da (s + 1)-partícula formando assim uma cadeia de equações acopladas. Este resultado teórico formal é nomeado em homenagem a Nikolai Bogoliubov (Bogoliubov), Max Born (Born), Herbert Green (Green), John Gamble Kirkwood (Kirkwood) e Jacques Yvon (Yvon).